# Phân vô cơ
Phân hóa học hay phân vô cơ là phân bón được sản xuất theo quy trình công nghiệp.Có sử dụng một số nguyên liệu tự nhiên hoặc tổng hợp.Có các loại phân bón hóa học chính: phân đạm (N), phân lân (P), phân kali (K), phân phức hợp, phân hỗn hợp, phân vi lượng.

## Phân đạm
Phân đạm : tên gọi chung của các loại phân bón vô cơ cung cấp chất đạm cho cây.
Chất đạm là chất dinh dưỡng rất cần thiết và rất quan trọng đối với cây. Chất đạm là nguyên tố tham gia vào thành phần chính của clorophin, prôtit, các amino acid, các enzym và nhiều loại vitamin trong cây. Bón đạm thúc đẩy quá trình tăng trưởng của cây, làm cho cây ra nhiều nhánh, phân cành, ra lá nhiều; lá cây có kích thước to, màu xanh; lá quang hợp mạnh, do đó làm tăng năng suất cây trồng.
Phân đạm cần cho cây trong suốt quá trình sinh trưởng, đặc biệt là giai đoạn cây sinh trưởng mạnh. Trong số các nhóm cây trồng đạm rất cần cho các loại cây ăn lá như rau cải, cải bắp, v.v.
Có các loại phân đạm thường dùng sau đây: 

### Phân urê ((NH2)2CO)
Phân urê ((NH2)2CO) có 44–48% nitơ nguyên chất. Loại phân này chiếm 59% tổng số các loại phân đạm được sản xuất ở các nước trên thế giới. Urê là loại phân có tỷ lệ nitơ cao nhất. Trên thị trường có bán hai loại phân urê có chất lượng giống nhau:
1. Loại tinh thể màu trắng, hạt tròn, dễ tan trong nước, có nhược điểm là hút ẩm mạnh.
2. Loại có dạng viên, nhỏ như trứng cá. Loại này có thêm chất chống ẩm nên dễ bảo quản, dễ vận chuyển nên được dùng nhiều trong sản xuất nông nghiệp.

Phân urê có khả năng thích nghi rộng và có khả năng phát huy tác dụng trên nhiều loại đất khác nhau và đối với các loại cây trồng khác nhau. Phân này bón thích hợp trên đất chua phèn.
Phân urê được dùng để bón thúc. Có thể pha loãng theo nồng độ 0.5–1.5% để phun lên lá.
Trong chăn nuôi, urê được dùng trực tiếp bằng cách cho thêm vào khẩu phần thức ăn cho lợn, trâu bò. Phân này cần được bảo quản kỹ trong túi pôliêtilen và không được phơi ra nắng. Bởi vì khi tiếp xúc với không khí và ánh nắng urê rất dễ bị phân huỷ và bay hơi. Các túi phân urê khi đã mở ra cần được dùng hết ngay trong thời gian ngắn.
Trong quá trình sản xuất, urê thường liên kết các phần tử với nhau tạo thành biuret. Đó là chất độc hại biuret đối với cây trồng. Vì vậy, trong phân urê không được có quá 1,5% biuret (theo Tiêu chuẩn Việt Nam).

### Phân amoni nitrat (NH4NO3)
Phân amoni nitrat (NH4NO3) có chứa 33–35% nitơ nguyên chất. Ở các nước trên thế giới loại phân này chiếm 11% tổng số phân đạm được sản xuất hàng năm.
Phân này ở dưới dạng tinh thể muối kết tinh có màu vàng xám. Amôn nitrat dễ chảy nước, dễ tan trong nước, dễ vón cục, khó bảo quản và khó sử dụng. Là loại phân sinh lý chua. Tuy vậy, đây là loại phân bón quý vì có chứa cả NH4+ và cả NO3-, phân này có thể bón cho nhiều loại cây trồng trên nhiều loại đất khác nhau. Amôn nitrat bón thích hợp cho nhiều loại cây trồng cạn như thuốc lá, bông, mía, ngô…
Phân này được dùng để pha thành dung dịch dinh dưỡng để tưới cây trong nhà kính và tưới bón thúc cho nhiều loại rau, cây ăn quả.

### Phân amoni sunphat ((NH4)2SO4)
Còn gọi là phân SA, sunphat đạm (NH4)2SO4 có chứa 20–21% nitơ nguyên chất. Trong phân này còn có 24-25% lưu huỳnh (S). Trên thế giới loại phân này chiếm 8% tổng lượng phân hoá học sản xuất hàng năm. Phân này có dạng tinh thể, mịn, màu trắng ngà hoặc xám xanh. Phân này có mùi nước tiểu (mùi amôniac), vị mặn và hơi chua. Cho nên nhiều nơi gọi là phân muối diêm.
Đạm Sunphat là loại phân bón tốt vì có cả N và lưu huỳnh là hai chất dinh dưỡng thiết yếu cho cây.
Phân này dễ tan trong nước, không vón cục. Thường ở trạng thái tơi rời, dễ bảo quản, dễ sử dụng. Tuy nhiên, nếu để trong môi trường ẩm phân dễ vón cục, đóng lại thành từng tảng rất khó đem bón cho cây.
Có thể đem bón cho tất cả các loại cây trồng, trên nhiều loại đất khác nhau, miễn là đất không bị phèn, bị chua. Nếu đất chua cần bón thêm vôi, lân mới dùng được đạm sunphat amôn. Phân này dùng tốt cho cây trồng trên đất đồi, trên các loại đất bạc màu (thiếu S).
Đạm sunphat được dùng chuyên để bón cho các loài cây cần nhiều S và ít N như đỗ đen, lạc v.v. và các loại vây vừa cần nhiều S vừa cần nhiều N như ngô.
Cần lưu ý đạm sunphat là loại phân có tác dụng nhanh, rất chóng phát huy tác dụng đối với cây trồng, cho nên thường được dùng để bón thúc và bón thành nhiều lần để tránh mất đạm.
Khi bón cho cây con cần chú ý là phân này dễ gây cháy lá. Không nên sử dụng phân đạm sunphat để bón trên đất phèn, vì phân dễ làm chua thêm đất.

### Phân amoni chloride (NH4Cl)
Phân này (NH4Cl) có chứa 24–25% nitơ nguyên chất. Đạm chloride có dạng tinh thể mịn, màu trắng hoặc vàng ngà. Phân này dễ tan trong nước, ít hút ẩm, không bị vón cục, thường tơi rời nên dễ sử dụng. Là loại phân sinh lý chua. Vì vậy, nên bón kết hợp với lân và các loại phân bón khác. Đạm chloride không nên dùng để bón cho thuốc lá, chè, khoai tây, hành, tỏi, bắp cải, vừng, v.v.
Ở các vùng khô hạn, ở các chân đất nhiễm mặn không nên bón phân đạm chloride, vì ở những nơi này trong đất có thể tích luỹ nhiều clo, dễ làm cho cây bị ngộ độc.

### Phân Calci cyanamite (CaCN2)
Phân này (CaCN2) có dạng bột không có tinh thể, màu xám tro hoặc màu trắng, đốt không có mùi khai. 
Xianamit calci có chứa 20 – 21% N nguyên chất, 20 – 28% vôi, 9 – 12% than. Vì có than cho nên phân có màu xám đen. Cũng có loại phân tỷ lệ than thấp hoặc không có than nên phân có màu trắng. 
Cần chú ý chống ẩm cho phân khi bảo quản, bởi vì nếu phân hút ẩm sẽ bị biến chất, hạt phân phình to lên làm rách bao bì và làm hỏng dụng cụ đựng. 
Phân này dễ bốc bụi. Khi bám vào da sẽ làm hỏng da, phân bay vào mắt sẽ làm hỏng giác mạc mắt, vì vậy khi sử dụng phân này phải rất cẩn thận. 
Phân này có phản ứng kiềm, bởi vậy có thể khử được chua, dùng rất tốt ở các loại đất chua. 
Xianamit calci thường được dùng để bón lót. Muốn dùng để bón thúc phải đem ủ trước khi bón. Bởi vì phân này khi phân giải tạo ra một số chất độc có thể làm hỏng móng chân trâu bò, hại da chân người nông dân. Thường sau 7 – 10 ngày các chất độc mới hết. Thường xianamit calci được trộn ủ với phân rác làm cho phân chóng hoai mục. Phân này không được dùng để phun lên lá cây.

### Phân amoni phosphat ((NH4)3PO4)
Là loại phân vừa có đạm, vừa có lân. Trong phân có tỷ lệ đạm là 10-18%, tỷ lệ lân là 44-50%. 
Phôtphat đạm có dạng viên, màu xám tro hoặc trắng,nói chung màu sắc tùy thuộc vào nhà sản xuất và không ảnh hưởng tới chất lượng. Trên thị trường hiện nay đang lưu hành hai loại phân bón ammonphot là DAP(18-46-0)và MAP(10-50-0) 
Phân dễ chảy nước. Vì vậy, người ta thường sản xuất dưới dạng viên và được đựng trong các bao nilông. 
Phân tan rất chậm(chỉ 60%-80%) trong nước và cần thời gian để tan,phát huy hiệu quả nhanh. Phân được dùng để bón lót, bón thúc đều tốt. 
Phân là loại dễ sử dụng. Phân DAP là loại phân trung tính nên có thể sử dụng trên các loại đất khác nhau, còn phân MAP là loại chua sinh lý(pH: 4-4.5) nên không thích hợp đối với các loại đất chua. Phân có tỷ lệ đạm hơi thấp so với lân, cho nên cần bón phối hợp với các loại phân đạm khác, nhất là khi bón cho các loại cây cần nhiều đạm.

### Những điều cần chú ý khi sử dụng phân đạm
Ở nước ta có ba loại phân đạm thường được dùng phổ biến nhất, đó là: phân urê, phân amôn sunphat và phân amôn phôtphat. Khi được sử dụng hợp lý, 1 kg N nguyên chất có thể thu được 10 – 22 kg thóc hoặc 25 – 35 kg ngô hạt. 
Để đảm bảo hiệu quả sử dụng các loại phân hoá học cần chú ý đến những điểm sau đây: 
1. Phân cần được bảo quản trong các túi nilông. Chỗ để phân cần thoáng mát, khô ráo, mái kho không bị dột. Không để chung phân đạm cùng với các loại phân khác.
2. Cần bón đúng đặc tính và nhu cầu của cây trồng. Cây có những đặc tính rất khác nhau. Nhu cầu của cây đối với N cũng rất khác nhau. Có cây yêu cầu nhiều N, có cây yêu cầu ít. Nếu bón N nhiều, vượt quá yêu cầu của cây, N cũng gây ra những tác hại đáng kể. Bón đúng yêu cầu của cây, N phát huy tác dụng rất tốt.
3. Cần bón đúng dạng phân theo đặc điểm của cây và của đất đai. Đối với các loại cây trồng cạn như: ngô, mía, bông v.v.. bón đạm nitrat là thích hợp, nhưng đối với lúa nước nên bón đạm chloride hoặc SA. Đối với các loại cây họ đậu nên bón đạm sớm, trước khi nốt sần được hình thành trên rễ cây. Khi trên rễ cây đã có các nốt sần, không nên bón đạm, vì đạm ngăn trở hoạt động cố định đạm từ không khí của các loài vi khuẩn nốt sần.
4. Cần bón đạm đúng với đặc điểm của đất:

Phân có tính kiềm nên bón cho đất chua. 
Phân chua sinh lý nên bón cho đất kiềm. 
Đất lầy thụt, nhiều bùn không cần bón phân đạm. 
1. Cần bón đạm đúng lúc. Tốt nhất là bón vào thời kỳ sinh trưởng mạnh nhất của cây.
2. Cần bón đạm đúng liều lượng và cân đối với lân và kali.
3. Bón phân đạm cần lưu ý đến diễn biến của thời tiết. Không bón lúc mưa to, lúc ruộng vườn đầy nước.
4. Không bón đạm tập trung vào một lúc, một chỗ, mà cần chia thành nhiều lần để bón và bón vãi đều trên mặt đất ở những nơi cần bón. Không bón đạm quá thừa. Vì khi thừa đạm, cây phát triển mạnh, dễ đổ ngã, ra hoa chậm, ít hạt, hạt lép nhiều, quả dễ rụng, nhiều sâu bệnh, phẩm chất quả giảm. Tốn tiền mua phân đạm mà không thu được kết quả gì, gây lãng phí.
5. Bón phân đạm cần kết hợp với làm cỏ, xới đất, sục bùn (đối với lúa).

## Phân lân
Lân có vai trò quan trọng trong đời sống của cây trồng. Lân có trong thành phần của hạt nhân tế bào, rất cần cho việc hình thành các bộ phận mới của cây. 
Lân tham gia vào thành phần các enzim, các prôtêin, tham gia vào quá trình tổng hợp các amino acid. 
Lân kích thích sự phát triển của rễ cây, làm cho rễ ăn sâu vào đất và lan rộng ra chung quanh, tạo thêm điều kiện cho cây chống chịu được hạn và ít đổ ngã. 
Lân kích thích quá trình đẻ nhánh, nảy chồi, thúc đẩy cây ra hoa kết quả sớm và nhiều. 
Lân làm tăng đặc tính chống chịu của cây đối với các yếu tố không thuận lợi: chống rét, chống hạn, chịu độ chua của đất, chống một số loại sâu bệnh hại v.v… 
Ở một số loại đất trên nước ta, lân trở thành yếu tố hạn chế đối với năng suất cây trồng. Đặc biệt ở hầu hết các loại đất trồng lúa ở các tỉnh phía Nam. Thiếu lân không những làm cho năng suất cây trồng giảm mà còn hạn chế hiệu quả của phân đạm. 
Hiệu suất của phân lân khá cao. Trên một số loại đất ở Tây Nguyên bón 1 kg P2O5 cho hiệu quả thu được 4,3 – 7,5 kg cà phê nhân, 8,5 kg thóc. Ở các vùng đất phèn mới khai hoang, hiệu suất của phân lân càng cao hơn, 1 kg P2O5 mang lại 9,0 kg thóc, ở mức bón 40 – 60 kg P2O5/ha. 
Bón quá nhiều phân lân trong nhiều trường hợp có thể làm cho cây bị thiếu một số nguyên tố vi lượng. Vì vậy, cần bón thêm phân vi lượng, nhất là Zn. 

### Phôtphat nội địa
Đó là loại bột mịn, màu nâu thẫm hoặc đôi khi có màu nâu nhạt. Tỉ lệ lân nguyên chất trong phân thay đổi rất nhiều, từ 15% đến 25%. Loại phân thường có trên thị trường có tỷ lệ là 15 – 18%. 
Trong phân phosphat nội địa, phần lớn các hợp chất lân nằm ở dạng khó tiêu đối với cây trồng. Phân có tỷ lệ vôi cao, cho nên có khả năng khử chua. 
Vì lân trong phân ở dưới dạng khó tiêu, cho nên phân chỉ dùng có hiệu quả ở các chân đất chua. Ở các chân ruộng không chua, hiệu lực của loại phân này thấp; ở loại đất này, loại phân này dùng bón cho cây phân xanh có thể phát huy được hiệu lực. 
Phân này chỉ nên dùng để bón lót, không dùng để bón thúc. 
Khi sử dụng có thể trộn với phân đạm để bón, nhưng trộn xong phải đem bón ngay, không được để lâu. 
Phân này dùng để ủ với phân chuồng rất tốt. 
Phân phosphat nội địa ít hút ẩm, ít bị biến chất, cho nên có thể cất giữ được lâu. Vì vậy, bảo quản tương đối dễ dàng.

### Phân apatit
Là loại bột mịn, màu nâu đất hoặc màu xám nâu. 
Tỉ lệ lân nguyên chất trong phân thay đổi nhiều. Thường người ta chia thành ba loại: loại apatit giàu có trên 38% lân; loại phân apatit trung bình có 17 – 38% lân; loại phân Apatit nghèo có dưới 17% lân. 
Thường loại apatit giàu được sử dụng để chế biến thành các loại phân lân khác, còn loại trung bình và loại nghèo mới được đem nghiền thành bột để bón cho cây. 
Phần lớn lân trong phân apatit ở dưới dạng cây khó sử dụng. 
Apatit có tỷ lệ vôi cao nên có khả năng khử chua cho đất. 
Phân này được sử dụng tương tự như phosphat nội địa. 
Sử dụng và bảo quản phân này tương đối dễ dàng vì phân ít hút ẩm và ít biến chất. 

### Supe lân
Là loại bột mịn màu trắng, vàng xám hoặc màu xám thiếc. Một số trường hợp supe lân được sản xuất dưới dạng viên. 
Trong supe lân có 16 – 20% lân nguyên chất. Ngoài ra, trong phân này có chứa một lượng lớn thạch cao. Trong phân còn chứa một lượng khá lớn axit, vì vậy phân có phản ứng chua. 
Phân dễ hoà tan trong nước cho nên cây dễ sử dụng. Phân thường phát huy hiệu quả nhanh, ít bị rửa trôi. 
Supe lân có thể dùng để bón lót hoặc bón thúc đều được. 
Phân này có thể sử dụng để bón ở các loại đất trung tính, đất kiềm, đất chua đều được. Tuy nhiên, ở các loại đất chua nên bón vôi khử chua trước khi bón supe lân. 
Supe lân có thể dùng để ủ với phân chuồng. 
Nếu supe lân quá chua, cần trung hoà bớt độ chua trước khi sử dụng. Có thể dùng phôtphat nội địa hoặc apatit. Nếu đất chua nhiều dùng 15 – 20% apatit để trung hoà, đất chua ít dùng 10 – 15%. Nếu dùng tro bếp để trung hoà độ chua của supe lân thì dùng 10 – 15%, nếu dùng vôi thì tỷ lệ là 5 – 10%. 
Phân supe lân thường phát huy hiệu quả nhanh, cho nên để tăng hiệu lực của phân, người ta thường bón tập trung, bón theo hốc, hoặc sản xuất thành dạng viên để bón cho cây. 
Phân này có thể dùng để hồ phân rễ mạ. 
Supe lân ít hút ẩm, nhưng nếu cất giữ không cẩn thận phân có thể bị nhão và vón thành từng cục. Phân có tính axit nên dễ làm hỏng bao bì và dụng cụ đong đựng bằng sắt. 

### Tecmô phôtphat (phân lân nung chảy, lân Văn Điển)
Phân có dạng bột màu xanh nhạt, gần như màu tro, có óng ánh. 
Tỷ lệ lân nguyên chất trong tecmô phôtphat là 15 – 20%. Ngoài ra trong phân còn có calci 30% một ít thành phần kiềm, chủ yếu là magnesi 12 – 13%, có khi có cả kali. 
Tecmô phôtphat có phản ứng kiềm, cho nên không nên trộn lẫn với phân đạm vì dễ làm cho đạm bị mất. 
Phân này không tan trong nước, nhưng tan được trong axit yếu. Cây sử dụng dễ dàng. Phân có thể sử dụng để bón lót hoặc bón thúc đều tốt. 
Tecmô phôtphat phát huy hiệu lực tốt ở các vùng đất chua, vì phân có phản ứng kiềm. Phân sử dụng có hiệu quả trên các vùng đất cát nghèo, đất bạc màu vì phân chứa nhiều vôi, có các nguyên tố vi lượng và một ít kali. 
Phân này thường được bón rải, ít khi bón tập trung và ít được sản xuất dưới dạng viên. 
Không sử dụng tecmô phôtphat để hồ phần rễ mạ. 
Tecmô phôtphat ít hút ẩm, luôn ở trong trạng thái tơi rời và không làm hỏng dụng cụ đong đựng. 

### Phân lân kết tủa
Phân có dạng bột trắng, nhẹ, xốp trong giống như vôi bột. Phân có tỷ lệ lân nguyên chất tương đối cao, đến 27 – 31%. Ngoài ra trong thành phần của phân có một ít calci. 
Phân này được sử dụng tương tự như tecmô phôtphat. 
Phân ít hút ẩm cho nên bảo quản dễ dàng.

## Phân kali
Nhóm phân bón cung cấp chất dinh dưỡng kali cho cây. 
Kali có vai trò chủ yếu trong việc chuyển hoá năng lượng trong quá trình đồng hoá các chất dinh dưỡng của cây. 
Kali làm tăng khả năng chống chịu của cây đối với các tác động không lợi từ bên ngoài và chống chịu đối với một số loại bệnh. Kali tạo cho cây cứng chắc, ít đổ ngã, tăng khả năng chịu úng, chịu hạn, chịu rét. 
Kali làm tăng phẩm chất nông sản và góp phần làm tăng năng suất của cây. Kali làm tăng hàm lượng đường trong quả làm cho màu sắc quả đẹp tươi, làm cho hương vị quả thơm và làm tăng khả năng bảo quản của quả. Kali làm tăng chất bột trong củ khoai, làm tăng hàm lượng đường trong mía. 
Trên phương diện khối lượng, cây trồng cần nhiều K hơn N. Nhưng vì trong đất có tương đối nhiều K hơn N và P, cho nên người ta ít chú ý đến việc bón K cho cây. 
Trong cây K được dự trữ nhiều ở thân lá, rơm rạ, cho nên sau khi thu hoạch kali được trả lại cho đất một lượng lớn. 
Kali có nhiều trong nước ngầm, nước tưới, trong đất phù sa được bồi hàng năm. Vì vậy, việc bón phân kali cho cây không được chú ý đến nhiều. 
Hiện nay, trong sản xuất nông nghiệp càng ngày người ta càng sử dụng nhiều giống cây trồng có năng suất cao. Những giống cây trồng này thường hút nhiều K từ đất, do đó lượng K trong đất không đủ đáp ứng nhu cầu của cây, vì vậy muốn có năng suất cao và chất lượng nông sản tốt, thì phải chú ý bón phân kali cho cây. 
Mặt khác, các bộ phận thân lá cây, rơm rạ, v.v.. sau khi thu hoạch sản phẩm chính của nông nghiệp, hiện nay được sử dụng nhiều để nuôi trồng nấm, làm vật liệu độn chuồng, làm chất đốt, v.v.. và bị đưa ra khỏi đồng ruộng, vì vậy, việc bón kali cho cây càng trở nên cần thiết. 
Những nghiên cứu gần đây của các nhà khoa học cho thấy trừ đất phù sa sông Hồng có hàm lượng kali tương đối khá, còn lại phần lớn các loại đất ở nước ta đều nghèo kali. Hàm lượng kali ở các loại đất này thường là dưới 1%. 
Ở các loại đất xám, đất cát, đất bạc màu, đất nhẹ ở miền Trung nước ta, kali có ý nghĩa rất lớn trong việc làm tăng năng suất cây trồng. Kali cũng cho kết quả tốt trên đất xám Đông Nam Bộ. 
Để sử dụng hợp lý phân kali cần chú ý đến những điều sau đây: 
1. Bón kali ở các loại đất trung tính dễ làm cho đất trở nên chua. Vì vậy ở các loại đất trung tính nên kịp thời bón thêm vôi.
2. Kali nên bón kết hợp với các loại phân khác.
3. Kali có thể bón thúc bằng cách phun dung dịch lên lá vào các thời gian cây kết hoa, làm củ, tạo sợi.
4. Có thể bón tro bếp để thay thế phân kali.
5. Bón quá nhiều kali có thể gây tác động xấu lên rễ cây, làm cây teo rễ. Nếu bón quá thừa phân kali trong nhiều năm, có thể làm cho mất cân đối với natri, magnesi. Khi xảy ra trường hợp này cần bón bổ sung các nguyên tố vi lượng magnesi, natri.

Các loại cây có phản ứng tích cực với phân kali là: chè, mía, thuốc lá, dừa, chuối, khoai, sắn, bông, đay, v.v.. 

### Phân kali chloride
Phân có dạng bột màu hồng như muối ớt. Nông dân ở một số nơi gọi là phân muối ớt. Cũng có dạng chloride kali có màu xám đục hoặc xám trắng. Phân được kết tinh thành hạt nhỏ. 
Hàm lượng kali nguyên chất trong phân là 50 – 60%. Ngoài ra trong phân còn có một ít muối ăn (NaCl). 
Chloride kali là loại phân chua sinh lý. Phân này khi để khô có độ rời tốt, dễ bón. Nhưng nếu để ẩm phân kết dính lại với nhau khó sử dụng. 
Hiện nay, phân chloride kali được sản xuất với khối lượng lớn trên thế giới và chiếm đến 93% tổng lượng phân kali. 
Chloride kali có thể dùng để bón cho nhiều loại cây trên nhiều loại đất khác nhau. Có thể dùng phân này để bón lót hoặc bón thúc. Bón thúc lúc cây sắp ra hoa làm cho cây cứng cáp, tăng chất lượng nông sản. 
Chloride kali rất thích hợp với cây dừa vì dừa là cây ưa clo. Không nên dùng phân này để bón vào đất mặn, là loại đất có nhiều clo, và không bón cho thuốc lá là loại cây không ưa clo. Phân này cũng không nên dùng bón cho một số loài cây hương liệu, chè, cà phê, vì phân ảnh hưởng đến chất lượng nông sản.

### Phân kali sunphat
Phân có dạng tinh thể nhỏ, mịn, màu trắng. Phân dễ tan trong nước, ít hút ẩm nên ít vón cục. 
Hàm lượng kali nguyên chất trong sunphat kali là 45 – 50%. Ngoài ra trong phân còn chứa lưu huỳnh 18%. 
Phân này có thể sử dụng thích hợp cho nhiều loại cây trồng. Sử dụng có hiệu quả cao đối với cây có dầu, rau cải, thuốc lá, chè, cà phê. 
Sunphat kali là loại phân chua sinh lý. Sử dụng lâu trên một chân đất có thể làm tăng độ chua của đất. Không dùng sunphat kali liên tục nhiều năm trên các loại đất chua, vì phân có thể làm tăng thêm độ chua của đất. 

### Một số loại phân kali khác
Phân kali – magnesi sunphat có dạng bột mịn màu xám. Phân có hàm lượng K2O: 20 – 30%; MgO: 5 – 7%; S: 16 – 22%. Phân này được sử dụng có hiệu quả trên đất cát nghèo, đất bạc màu. 
Phân "Agripac" của Canada có hàm lượng K2O là 61%. Đây là loại phân khô, hạt to, không vón cục, dễ bón, thường được dùng làm nguyên liệu để trộn với các loại phân bón khác sản xuất ra phân hỗn hợp. 
Muối kali 40% có dạng muối trắng kết tinh có lẫn một ít vảy màu hồng nhạt. Ngoài hàm lượng kali chiếm 40% trong khối lượng phân, trong thành phần của phân còn có muối ăn với tỷ lệ cao hơn muối ăn trong phân chloride kali. Phân này cần được sử dụng hạn chế trên các loại đất mặn ở các vùng không có đất